# Boulenophrys
Boulenophrys é um género de anfíbios da família Megophryidae. Está distribuído por China, Vietname, Laos, Tailândia, Mianmar, e talvez Butão e Índia.

## Espécies
- Boulenophrys acuta (Wang, Li, and Jin, 2014)
- Boulenophrys angka (Wu, Suwannapoom, Poyarkov, Chen, Pawangkhanant, Xu, Jin, Murphy, and Che, 2019)
- Boulenophrys anlongensis (Li, Lu, Liu, and Wang, 2020)
- Boulenophrys baishanzuensis (Wu, Li, Liu, Wang, and Wu, 2020)
- Boulenophrys baolongensis (Ye, Fei, and Xie, 2007)
- Boulenophrys binchuanensis (Ye and Fei, 1995)
- Boulenophrys binlingensis (Jiang, Fei, and Ye, 2009)
- Boulenophrys boettgeri (Boulenger, 1899)
- Boulenophrys brachykolos (Inger and Romer, 1961)
- Boulenophrys caobangensis (Nguyen, Pham, Nguyen, Luong, and Ziegler, 2020)
- Boulenophrys caudoprocta (Shen, 1994)
- Boulenophrys cheni (Wang and Liu, 2014)
- Boulenophrys chishuiensis (Xu, Li, Liu, Wei, and Wang, 2020)
- Boulenophrys congjiangensis (Luo, Wang, Wang, Lu, Wang, Deng, and Zhou, 2021)
- Boulenophrys daiyunensis Lyu, Wang, and Wang, 2021
- Boulenophrys daoji (Lyu, Zeng, Wang, and Wang, 2021)
- Boulenophrys daweimontis (Rao and Yang, 1997)
- Boulenophrys dongguanensis (Wang and Wang, 2019)
- Boulenophrys fansipanensis (Tapley, Cutajar, Mahony, Nguyen, Dau, Luong, Le, Nguyen, Nguyen, Portway, Luong, and Rowley, 2018)
- Boulenophrys fengshunensis Wang, Zeng, Lyu, and Wang, 2022
- Boulenophrys frigida (Tapley, Cutajar, Nguyen, Portway, Mahony, Nguyen, Harding, Luong, and Rowley, 2021)
- Boulenophrys hoanglienensis (Tapley, Cutajar, Mahony, Nguyen, Dau, Luong, Le, Nguyen, Nguyen, Portway, Luong, and Rowley, 2018)
- Boulenophrys huangshanensis (Fei and Ye, 2005)
- Boulenophrys hungtai Wang, Zeng, Lyu, Xiao, and Wang, 2022
- Boulenophrys insularis (Wang, Liu, Lyu, Zeng, and Wang, 2017)
- Boulenophrys jiangi (Liu, Li, Wei, Xu, Cheng, Wang, and Wu, 2020)
- Boulenophrys jingdongensis (Fei and Ye, 1983)
- Boulenophrys jinggangensis (Wang, 2012)
- Boulenophrys jiulianensis (Wang, Zeng, Lyu , and Wang, 2019)
- Boulenophrys kuatunensis (Pope, 1929)
- Boulenophrys leishanensis (Li, Xu, Liu, Jiang, Wei, and Wang, 2019 "2018")
- Boulenophrys liboensis (Zhang, Li, Xiao, Li, Pan, Wang, Zhang, and Zhou, 2017)
- Boulenophrys lini (Wang and Yang, 2014)
- Boulenophrys lishuiensis (Wang, Liu and Jiang, 2017)
- Boulenophrys lushuiensis (Shi, Li, Zhu, Jiang, Jiang, and Wang, 2021)
- Boulenophrys minor (Stejneger, 1926)
- Boulenophrys mirabilis (Lyu, Wang, and Zhao, 2020)
- Boulenophrys mufumontana (J. Wang, Lyu, and Y.Y. Wang, 2019)
- Boulenophrys nankunensis (Wang, Zeng, and. Wang, 2019)
- Boulenophrys nanlingensis (Lyu, J. Wang, Liu, and Y.Y. Wang, 2019)
- Boulenophrys obesa (Wang, Li, and Zhao, 2014)
- Boulenophrys ombrophila (Messenger and Dahn, 2019)
- Boulenophrys omeimontis (Liu, 1950)
- Boulenophrys palpebralespinosa (Bourret, 1937)
- Boulenophrys parva (Boulenger, 1893)
- Boulenophrys puningensis Wang, Zeng, Lyu, Xiao, and Wang, 2022
- Boulenophrys qianbeiensis (Su, Shi, Wu, Li, Yao, Wang, and Li, 2020)
- Boulenophrys rubrimera (Tapley, Cutajar, Mahony, Chung, Dau, Nguyen, Luong, and Rowley, 2017)
- Boulenophrys sangzhiensis (Jiang, Ye, and Fei, 2008)
- Boulenophrys sanmingensis (Lyu and Wang, 2021)
- Boulenophrys shimentaina (Lyu, Liu, and Wang, 2020)
- Boulenophrys shuichengensis (Tian and Sun, 1995)
- Boulenophrys shunhuangensis (Wang, Deng, Liu, Wu, and Liu, 2019)
- Boulenophrys spinata (Liu and Hu, 1973)
- Boulenophrys tongboensis (Wang and Lyu, 2021)
- Boulenophrys tuberogranulata (Shen, Mo and Li, 2010)
- Boulenophrys wugongensis (J. Wang, Lyu, and Y.Y. Wang, 2019)
- Boulenophrys wuliangshanensis (Ye and Fei, 1995)
- Boulenophrys wushanensis (Ye and Fei, 1995)
- Boulenophrys xiangnanensis (Lyu, Zeng, and Wang, 2020)
- Boulenophrys xianjuensis (Wang, Wu, Peng, Shi, Lu, and Wu, 2020)
- Boulenophrys yangmingensis (Lyu, Zeng, and Wang, 2020)
- Boulenophrys yaoshanensis Qi, Mo, Lyu, Wang, and Wang, 2021
- Boulenophrys yingdeensis Qi, Lyu, Wang & Wang, 2021
- Boulenophrys yunkaiensis Qi, Wang, Lyu, and Wang, 2021